# 수리경제학
수리경제학(數理經濟學, mathematical economics)은 경제학 문제를 분석하고 이론을 표현하는 수학적 방식의 응용이다.
수학은 경제학자들이 쉽게 표현하기 어려운 다양하고 복잡한 주제에 관한 의미있고 테스트 가능한 문제들을 만들 수 있게 해 준다. 더 나아가, 수학 언어는 경제학자들이 수학 없이 불가능한 논란이 있는 주제에 관해 구체적이고 긍정적인 주장을 할 수 있게 해준다.

## 같이 보기
- 경제물리학
- 수리금융학